# José de Fábrega
José de Fábrega (Panamá, 19 de octubre de 1774 - Santiago de Veraguas, 11 de marzo de 1841) fue un militar, político, estadista neogranadino; prócer de la independencia de Panamá, conocido también como el Libertador del Istmo.
Bautizado con el nombre, Joseph Pedro Antonio María del Carmen de Fábrega y de las Cuevas, en la Catedral de la Ciudad de Panamá, por Joseph Liberato Lasso de la Vega, comisario juez real de la Santa Cruzada, el 22 de octubre de 1774. Fueron sus padrinos Joseph Justo López Murillo, vicario general del obispado y Josepha de las Cuevas y Álvarez.
José de Fábrega fue el artífice principal de la Independencia del istmo de Panamá del Imperio español y finalmente para el 28 de noviembre de 1821 se proclama la independencia de España, aprovechando la ausencia del mariscal Juan de la Cruz Mourgeon, en la junta reunida en Panamá que acordó tener como jefe máximo a José de Fábrega y además declara su integración a la República de Colombia, para el 9 de febrero de 1822 por decreto del gobierno colombiano ya aceptada la integración de la antigua comandancia de Panamá a Colombia (Gran Colombia), se le concede al coronel venezolano José María Carreño como intendente del Departamento del Istmo y gobernador de la nueva Provincia, en la misma fecha se le concedió a Fábrega el título de gobernador de Veraguas.

## Infancia
José de Fábrega nació el 19 de octubre de 1774 en la Ciudad de Panamá, fueron sus padres el capitán de granaderos Carlos de Fábrega, español, natural de Ceuta y Antonia de las Cuevas y Álvarez, española, natural de La Bañeza; hija de Manuel Cuevas y de Teresa Álvarez, ambos naturales de Galicia.
Al año siguiente nació su hermano, Felipe José Cayetano de Fábrega. La primera desgracia de la familia Fábrega ocurrió en 1778, cuando muere Carlos, dejando en la orfandad a sus dos hijos. Pasados ocho años, su madre, con treinta años de edad, contrae nuevas nupcias con Cayetano Ximénez, comandante del batallón Fijo de Panamá.

## Vida militar
Curiosamente la carrera militar de José de Fábrega se inició a una edad verdaderamente temprana; en el año de 1777 y con tan solo tres años de edad, su padre consiguió una licencia que permitía al niño se le nombrase con el grado de cadete. Para 1797 Fábrega ya era teniente, en 1812 capitán de milicias, en 1815 teniente coronel y el 10 de septiembre de 1821 coronel efectivo de los Ejércitos Nacionales de los Reinos de España y comandante general y gobernador del Istmo de Panamá. A partir del 28 de noviembre de 1821, conforme al Acta de Independencia de Panamá, inicia su servicio reconocido como coronel y nombrado gobernador y comandante general del departamento del Istmo de Panamá. El 4 de junio de 1828, Bolívar lo ascendió a general de brigada de la república de Colombia. En agosto de 1830, general en jefe del Ejército Libertador, ad hoc, en razón del mando para recuperar por la República al departamento del Istmo de Panamá, del golpe de Estado de los facciosos Espinar y Alzuru.

Hoja de Servicios del General José de Fábrega

Desde 28 de noviembre de 1821 hasta 30 de junio de 1832

Despachos Militares. T. 17. F. 127 a 129 Recto.
Santiago de Veraguas, 30 de junio de 1832

República de Colombia, Estado de la Nueva Granada

Inspección General del Ejército, Sección 1a.

Secretario de Estado y del Departamento de la Guerra

Bogotá, Colombia.

Los servicios que expresa la adjunta Hoja de Servicios del General de Brigada José de Fábrega son constantes a esta inspección, él además ha permanecido fiel a los principios republicanos por consiguiente lo contemplo acreedor a la 3a. parte de su sueldo, conforme artículo 34, regla 1a., parágrafo único. Dios y Libertad.
Bogotá, 22 de octubre de 1832

## Vida familiar
El 14 de septiembre de 1803 contrajo matrimonio con María del Carmen de la Barrera Muñoz, peruana, natural de Lima; hija de Manuel de la Barrera y Negreiros, procurador general de Lima y de María Dolores Muñoz, ambos peruanos y naturales de Lima; del matrimonio Fábrega y Barrera hubo once hijos: José Carlos, Francisco, José Martín, Eustacio, Luis, José de la Rosa, José Manuel, Mercedes, María Josefa, Wenceslao y María Francisca; nueve le sobrevivieron, ocho de ellos con descendencia.

## Vida política
El 17 de mayo de 1814, José de Fábrega fue designado por el Rey como gobernador político y militar de Santiago de Veraguas.
Le antecedieron gobiernos de gran importancia que fueron reviviendo el deseo independentista en los istmeños, entre ellos podemos mencionar los siguientes:
- Mariscal de campo Alejandro Hore (1817)[11]
- Brigadier Pedro Ruiz de Porras (1820)[12]
- Virrey don Juan de Sámano y Uribarri (1821)[13]
- Mariscal de campo Juan de la Cruz Mourgeon y Achet (1821).[14]

(- Nota: escrito en muchos textos: Mourgeón o Murgeón)
Preocupada la Corona cada día más del progreso de la lucha por la emancipación en América, dispuso mejorar la condición defensiva del Istmo, aumentando su guarnición y confiando el mando del país al brigadier Tomás de Cires. Asimismo, confió al mariscal de campo Juan de la Cruz Mourgeon, el Gobierno de Quito y de la Nueva Granada, con el título de capitán general y el derecho de tomar el de virrey, cuando reconquistase para la Corona las dos terceras partes del territorio de aquellas provincias. A mediados de agosto de 1821 llegó Mourgeon a Panamá con alguna fuerza que sacó de Puerto Cabello y puso sus esfuerzos en organizar una expedición militar para dirigirse al sur a fin de contener el avance del ejército colombiano sobre Quito. Con este propósito, alistó en Panamá un contingente de tropas que había de reducir considerablemente la guarnición de la plaza. Exhausto el tesoro, para sufragar los gastos de la expedición, echó manos de los fondos de las cofradías y de la Iglesia en calidad de préstamo; así pudo equipar aquella y salir con rumbo a la costa de Esmeralda el 22 de octubre de 1821. En Panamá, habían quedado pocos soldados españoles para cuidar el territorio de la insurgencia, en contraparte, había una población deseosa de libertad, pero que para conseguirla no quería derramar una gota de sangre.
Antes de emprender su viaje para el sur, había resuelto Mourgeon los asuntos relacionados con el gobierno del istmo, pues transferido a la gobernación de Yucatán Pedro Ruiz de Porras y encontrándose detenido en Puerto Cabello; plaza sitiada por el general José Antonio Páez; el brigadier Tomás de Cires y habiendo rehusado la jefatura el coronel Isidro de Diego; acordó confiársela interinamente el 11 de septiembre de 1821, al teniente coronel José de Fábrega, gobernador de Santiago de Veraguas desde 1814, ascendiéndole previamente a coronel efectivo el 10 de septiembre de 1821.
(- Véase oficio completo de Mourgeon a Fábrega: a coronel efectivo, en Anexos, 1)
(- Véase oficio completo de Mourgeon a Fábrega: a comandante general del Istmo, en Anexos, 2)
Asumía Fábrega el poder, como comandante general y gobernador de Panamá, en ocasión en que casi todo el continente hispano-americano no dependía ya de la metrópoli; América Central acababa de declararse independiente; los realistas de Venezuela se hallaban circunscritos a la plaza fortificada de Puerto Cabello; Cartagena, en fin, había abierto en octubre sus puertas al ejército sitiador del general Mariano Montilla.
Todo esto y la circunstancia de que un panameño ocupara el primer cargo del país, avivó en los istmeños la idea de emanciparse por sus solos esfuerzos de España, considerando que Fábrega no haría una oposición invencible al propósito de libertar su propia patria, pero suponiendo como natural la resistencia de la guarnición a todo movimiento independentista. Para destruir ese peligro, acordaron los patriotas comentar la deserción en filas del elemento militar, reuniendo para el caso, un fondo con el concurso pecuniario de varias prominentes personas. En estas circunstancias, estalló el 10 de noviembre de 1821 un movimiento en favor de la independencia, conocido como el Primer Grito de Independencia en la Villa de Los Santos, ejemplo que siguieron muchos pueblos vecinos. Esta noticia se difundió por todo el territorio panameño y fue respaldada por los pueblos de Las Tablas, Macaracas, Las Minas, Parita, Ocú, Penonomé, Pocrí, Pesé, Natá, San Francisco de Veraguas y Alanje, en la provincia de Chiriquí.
Los hechos del 10 de noviembre en la villa de Los Santos, provocó que se acelerara el movimiento independentista de Panamá. El comandante general coronel José de Fábrega unificó a los patriotas, convocándolos en su propia casa de la Ciudad de Panamá el 20 de noviembre de 1821, a una Junta general de todas las autoridades para discutir la situación política. De lo acordado se levantó acta, solicitando la consulta de todos los pueblos de las provincias, para coordinar la revolución y demostrar al unísono la voluntad popular de estos. Fue así, como el 28 de noviembre de ese año, en cabildo abierto, José de Fábrega proclama la Independencia de Panamá de España y la unión voluntaria de la nación panameña a la Gran Colombia de Bolívar.
Fue por esta razón, que el coronel José de Fábrega le escribe al libertador Simón Bolívar, presidente de la Gran Colombia, en alusión a la declaración de independencia:

Excelentísimo Señor: Tengo la alta complacencia de comunicar a V. E. la plausible nueva, de haberse decidido el Istmo por la independencia del dominio español... Por lo que a mí toca, Excmo. Señor, la efusión de mi gratitud es inexplicable, al haber tenido la satisfacción, única capaz de llenar el corazón humano, cual es el merecer la confianza pública en circunstancias tan críticas, para gobernar al Istmo independiente; y sólo puedo corresponder a tan alta distinción, con los sacrificios que estoy decidido a hacer, desde que me he consagrado, como deseaba, a la patria que me ha visto nacer, y a quien debo cuanto poseo.
Carta de José de Fábrega a Simón Bolívar; Panamá, 29 de noviembre de 1821

(- Véase carta completa en Anexos, 3)
El primero en responderle, fue el vicepresidente de la Gran Colombia, general Francisco de Paula Santander, encargado del Poder Ejecutivo, desde la capital:

Señor coronel José de Fábrega, Jefe Superior Militar del Istmo de Panamá: ... Que Panamá disfrute por siglos enteros de la libertad e independencia que ha solicitado, son los votos del gobierno de la República de Colombia.
Carta de Francisco de Paula Santander a José de Fábrega; Bogotá, 17 de enero de 1822

(- Véase carta completa en Anexos, 4)
Bolívar, el día de tener las noticias de las ocurrencias del Istmo, desde su Cuartel General en Popayán destacó a su edecán, el capitán Daniel Florencio O'Leary, para que se trasladara a Panamá como portador de una carta laudatoria para Fábrega:

No me es posible expresar el sentimiento de gozo y admiración que he experimentado al saber que Panamá, el centro del Universo, es segregado por sí mismo, y libre por su propia virtud. El Acta de la Independencia de Panamá es el documento más glorioso que puede ofrecer a la historia ninguna provincia americana.
Carta de Simón Bolívar a José de Fábrega; Cuartel General de Popayán, 1 de febrero de 1822

(- Véase carta completa en referencia 17, enlace web 2)
La adhesión a la Gran Colombia, se dio gracias a que los panameños admiraban grandemente las campañas independentistas de Bolívar en el sur. Fue de esta manera que la nación panameña, el 9 de febrero de 1822, se convierte por decreto en el departamento del Istmo, junto a Venezuela, Nueva Granada (actual Colombia) y Ecuador. Panamá, iría representado por un diputado al Congreso de la Gran Colombia.

## Después de la independencia
Una vez que Panamá consolidó su independencia del Imperio español y su posterior unión voluntaria a la Gran Colombia, José de Fábrega fue nombrado gobernador y comandante general de la provincia de Panamá y posteriormente ascendido a general de brigada por Simón Bolívar.
El 22 de junio de 1826, tuvo lugar en Panamá el Congreso Anfictiónico, que pretendía unir a toda la América hispana. El Congreso Anfictiónico, bajo el ideal de Simón Bolívar, reúne en la Ciudad de Panamá a representantes de los nuevos países del continente americano como Argentina, Bolivia, Brasil, Centroamérica, Estados Unidos, la Gran Colombia, Chile, México y Perú, como una confederación en defensa del continente contra posibles acciones de la Liga de la Santa Alianza conformada por las potencias europeas y sus reclamaciones de territorios perdidos en América.
El 26 de septiembre de 1830, estando Fábrega a cargo del Gobierno civil desde el departamento de Veragua, el general José Domingo Espinar; en ese entonces al frente de la Comandancia Militar del Istmo; se propuso segregar el departamento de Panamá de la unidad nacional colombiana comprendida por Veragua y Panamá, para formar un estado independiente bajo su jefatura.
Como era de esperarse, José de Fábrega se opuso enérgicamente al golpe de Estado liderado por Espinar; pero las pugnas internas y los intereses particulares consiguieron que, cuando este último partió hacia Veraguas para combatir con el contingente que había organizado Fábrega, el coronel Juan Eligio Alzuru; a quien Espinar había dejado al mando; lo derrocó en su ausencia. Lo que intentó ser un buen gobierno, poco duró; el 9 de julio de 1831, Alzuru, víctima de la pasión por el poder, propinó un golpe de Estado. Concentró los dos poderes, el militar y el civil, en su persona; al mismo tiempo, impuso un gobierno tiránico que culminó con el destierro de Fábrega, quien conjuntamente con otros próceres de la gesta independentista, fue embarcado hacia el extranjero. Fábrega logró persuadir a los capitanes de los navíos para que lo liberasen en Montijo, Veraguas, desde donde emprendió la nueva lucha por restablecer el orden civil y la legitimidad en el país.
Fábrega y el coronel José Antonio Miró; que había hecho la campaña del Perú;
 formaron en Santiago, capital de Veraguas, una división respetable, y con ella se pusieron en marcha sobre Panamá el 15 de agosto. El 25 de agosto de ese mismo año ya estaba en La Chorrera y el 26 en Arraiján, cerca de la capital. El 27, unificó fuerzas con el coronel Tomás Herrera en Río Grande y juntos ganaron la batalla en contra de los ejércitos de Alzuru. Alzuru fue juzgado y ejecutado por sus crímenes, en el mismo patíbulo que había levantado para cercenar muchas vidas en la plaza de la Catedral.
El general José de Fábrega dirigió una proclama al pueblo panameño:

El general en jefe del Ejército Libertador a los habitantes del departamento y a las tropas de su mando:

¡Istmeños! Sobre las ruinas de la esclavitud más horrendas se ha levantado un hermoso templo a la libertad y a sus leyes. Los mandos están divididos, el régimen constitucional restaurado, las garantías sociales afirmadas y el Istmo en fin entregado a sus propios hijos.
José de Fábrega; Panamá, 30 de agosto de 1831

Dentro de este marco, José de Fábrega no solamente contribuyó al nacimiento de la nación panameña, sino que fue el elemento decisivo que estabilizó el Istmo y lo encaminó hacia la legitimidad, en una época en que era mucho más fácil gobernar con el sable y el fusil.
El mayor legado de este líder neogranadino es que aunque no vaciló en esgrimir su espada con firmeza cuando la patria más lo necesitó, ejerció su cargo militar con una visión civilista, como genuino estadista que sentaba las bases para una república a la cual sentía que debía servir. Su más valioso aporte no fue en el campo de batalla, sino desde el despacho de gobierno. Por todo ello, fue distinguido con el más alto reconocimiento por parte del general Simón Bolívar, quien lo nombró "Libertador del Istmo" y expresó sentimientos de admiración, al saber que Panamá había sido segregada por sí misma. También afirmó Bolívar, que el Acta de Independencia de Panamá era un monumento glorioso.
Finalmente en 1832, el general José de Fábrega regresó a la ciudad de Santiago de Veraguas, donde se mantuvo como gobernador hasta 1835. Fue elegido senador al Congreso Nacional en 1837 y 1838, último cargo público que ejerció antes de su muerte el 11 de marzo de 1841.
Con excepción del nombre que hoy se le da a la Escuela de Enseñanza Superior de la Academia de Policía, su figura no ha recibido otro tributo público en Panamá, más que la sencilla lápida que yace en la catedral de Santiago. En esa inscripción se puede leer lo siguiente:

Dicha i reposo para mi patria i virtudes para mis hijos. Estas fueron las últimas palabras del señor general José de Fábrega, cuyos restos mortales yacen bajo esta losa. Su cara esposa con 9 hijos le perdieron el 11 de marzo de 1841, i a su triste memoria le tributan este debido homenaje de gratitud. Él vivió hasta la senectud. Su vida pública siempre sostuvo el orden: bajó al sepulcro exento del crimen; padre amoroso, amigo fiel, fue franco i generoso con el débil, el menesteroso i desvalido, i al desaparecer legó a sus deudos honor i virtudes.
Lápida de José de Fábrega en la Catedral de Santiago de Veraguas, Panamá

El 4 de mayo de 1850, el Congreso de Nueva Granada honró su memoria:

... José de Fábrega, natural de la ciudad de Panamá, Jeneral de Brigada de la República de Colombia - honra su memoria el decreto legislativo de la Nueva Granada de 4 de mayo de 1850 - merecía bien de la Patria y se honra su memoria.
Congreso de la Nueva Granada, Bogotá, 1850

- (Nota: Jeneral de Brigada (general de brigada): ortografía de la época)